# 4079 Britten
4079 Britten је астероид главног астероидног појаса са средњом удаљеношћу од Сунца која износи 3,188 астрономских јединица (АЈ).
Апсолутна магнитуда астероида је 12,3.